# Syktyvkar
Syktyvkar (russisk og komi: Сыктывка́р, tr. Syktyvkar; før 1930 Ust-Sysolsk) er hovedstaden i den autonome republik Komi i Den Russiske Føderation, der ligger mod nordøst i den europæiske del af Rusland. Syktyvkar har 245.083(2018) indbyggere.

## Etymologi
Byens nuværende navn er fra 1930, hvor byen fik navn på komi, i overensstemmelse med den sovjetiske sprogpolitik. Syktyvkar kommer af Syktyv, som er komi-navnet på floden Sysola, samt kar, der betyder "by" på komi.

## Geografi
Syktyvkar ligger 1515 km nordøst for Moskva ved floden Sysola, som byen tidligere var opkaldt efter (Ust-Sysolsk). 72% af byområdet er skov og der lever både bjørne og vildsvin i byens udkant. I Syktyvkar lever over 40 forskellige arter dyr herunder elg, det største dyr på taigaen.
Vildsvin og ulve kan være et reelt problem for de lokale beboere. Ulvene har mangedoblet i de senere år og angriber ofte jagthunde. Desuden er der masser af harer, egern, ræve, oddere, los, mår og væsler. Rensdyr foretrækker de omkringliggende fyrreskove.

### Klima
Syktyvkar har subarktisk klima (Köppens klimaklassifikation Dfc) med lange, kolde vintre og korte, varme somre. Gennemsnitstemperaturen i januar er -15°C, mens den i juli er +17 °C. Den gennemsnitlige årlig nedbør er 541 mm. Syktyvkar ligger 96 moh. Vejret om vinteren er meget omskifteligt med voldsomme temperaturfald.

## Historie
Der har sandsynligvis været en bosættelse hvor byen ligger siden 1500-tallet. Ust-Sysolsk (Syssolskoje) blev grundlagt i 1586. Den blev bevilget bystatus af Katharina den Store i , og blev senere hovedstad i den autonome Komi oblast. Byen har bibeholdt sin stilling som komiernes hovedstad siden da, selv om de nu er et mindretal i byen, som følge af en stor tilflytning af etnisk russere i løbet af 1900-tallet.

## Industri
Byen ligger nær stedet hvor Sysola løber sammen med den større Vytjegda i Nordlige Dvinas flodsystem. Floderne er sejlbare og er vigtige transportveje for skovbrugsprodukter fra Syktyvkar, der har både flodhavn og skibsværft. Syktyvkar er et industrielt centrum i det nordlige Rusland. Der er omkring 40 vigtige industrivirksomheder, hver tredje har national betydning. Lokale virksomheder producerer cellulose, papir og ikke-vævede fibre. Træforædlings-, cellulose- og papirindustrien tegner sig for ca. 62% af al kommerciel produktion. Byen har videnskabelige- og kulturelleinstitutioner, som teater, museum og universitet. Der er to lufthavne i byen.

## Uddannelse
Syktyvkar er et pædagogisk og videnskabeligt center for republikken. Den vigtigste videnskabelige institution er Komi Videnskabelige Center, der omfatter institut for geologi, biologi, sprog, litteratur og historie, økonomi samt sociologisk institut. Åbningen af Syktyvkar statsuniversitet i 1972 blev en milepæl i byens historie.

## Venskabsbyer
Syktyvkar er venskabsby med:
- Cullera, Spanien
- Debrecen, Ungarn
- Los Altos, USA
- Lovech, Bulgarien
- Taiyuan, Kina